# Isodontia formosicola
Isodontia formosicola är en biart som först beskrevs av Embrik Strand 1913.  Isodontia formosicola ingår i släktet Isodontia och familjen grävsteklar. Inga underarter finns listade i Catalogue of Life.